# William Lewis (Chemiker)
William Lewis (getauft 20. Juni 1708 in Richmond, Surrey, England; † 21. Januar 1781 in Kingston, Surrey) war ein englischer Chemiker, der durch seine Platinforschung Grundlagen zur Spezifikation von Edelmetallen leistete.

## Leben
Für 1737 ist eine Vorlesung belegt, die die Zusammenhänge von Chemie, Handel und Wissenschaft zum Gegenstand hatte. 1754 wurde er als anerkannter Arzt, Chemiker und Professor in die Royal Society aufgenommen. Um seine ambitionierte Forschung besser vorantreiben zu können, verließ er 1747 London und richtete er ein geräumiges Labor in Kingston ein. Finanziell unterstützt wurde er dabei von Stephen Hales und den Duke of Northumberland. Um 1750 wurde ein Alexander Chisolm sein Assistent, der nach Lewis Ableben in die Dienste von Josiah Wedgwood trat.  Seine Interessen waren sehr vielfältig und er arbeitete sowohl theoretisch als auch praktisch. Ein besonderes Interesse von ihm lag im Bereich der Metallurgie mit den Eigenschaften von Gold, Platin und Eisen. Im Falle von Gold etwa beachtete er nicht nur die chemischen Eigenschaften, sondern bezog die höchst differenzierte Verwendung von Gold als Geld in seine Betrachtungen mit ein, was bestimmt dem merkantilistischen Zeitgeist entsprach. Für die Untersuchungen zum Platin erhielt er 1754 die Copleymedaille verliehen. Dieser Teil seiner Forschung zielte vor allem auf die Betrugsbekämpfung ab, da Gold und Weißgold zu dieser Zeit noch nicht unterschieden werden konnten, was, da Weißgold damals geringer bewertet wurde, Missbrauch ermöglichte. Wesentliches Hemmnis seiner untersuchungen war, dass es sich schwierig gestaltete, die benötigte Platinmenge zu organisieren. Hierbei war er auf verschiedene Gönner angewiesen.

## Schriften
- Willhelm Lewis Materia medica oder Beschreibung der einfachen Arzneymittel / nach der zwoten vermehrt- und verbesserten Ausgabe aus dem Englischen übersetzt von Johann Heinrich Ziegler. Orell, Geßner, Füeßlin & Co, Zürich 1771; urn:nbn:de:hbz:061:2-15087.
- De nieuwe Britsche apotheek. Naar den derden druk van Londen uit het Engelsch vertaald door Theodorus van Brussel . Bom, Amsterdam
  - Band 1: Behelzende 1. De algeneene Beginselen der Kruidmengkunst. 2. De Materia Medica. 3. De Bereidingen en Saamenmengselen van de nieuwe Londensche en Edinburgsche Apotheeken. 1772; Digitalisierte Ausgabe der Universitäts- und Landesbibliothek Düsseldorf
  - Band 2: Behelzende de Bereidingen en Saamenmengsels van de nieuwe Londensche en Edinburgsche Apotheeken. 1773; Digitalisierte Ausgabe der Universitäts- und Landesbibliothek Düsseldorf
- The new dispensatory. Nourse, London 1753; Digitalisierte Ausgabe der Universitäts- und Landesbibliothek Düsseldorf
  - 2nd ed., corr., with large additions. Nourse, London 1765; urn:nbn:de:hbz:061:2-7574
  - 4. ed. Nourse, London 1781; urn:nbn:de:hbz:061:2-9462
  - 6. ed. F. Wingrave, London 1799; urn:nbn:de:hbz:061:2-8914
- Neues verbessertes Dispensatorium oder Arzneybuch, in welchem alles, was zu der Apothekerkunst gehöret, nach den Londoner und Edinburger Pharmacopeen mit practischen Wahrnehmungen und Bemerkungen vorgetragen wird; aus dem Engländischen übersetzet. 2 Bände. Brandt, Hamburg 1768/1772; Digitalisierte Ausgabe der Universitäts- und Landesbibliothek Düsseldorf
- An experimental history of the materia medica or of the natural and artificial substances made use of in madicine: containing a compendious view of their natural history. Baldwin [u. a.], London 1761; Digitalisierte Ausgabe der Universitäts- und Landesbibliothek Düsseldorf